# Německá fotbalová reprezentace
Německá fotbalová reprezentace reprezentuje Německo na mezinárodních fotbalových akcích, jako je mistrovství světa nebo Evropy. Po rozdělení země po druhé světové válce až do jejího sjednocení bývala německá reprezentace označována jako tým Západního Německa. O reprezentačním výběru, který mezi lety 1952 a 1990 reprezentoval Východní Německo, pojednává článek Východoněmecká fotbalová reprezentace.
Na Mistrovství světa 2014 v Brazílii se německý národní tým stal první evropskou reprezentací, která dokázala vyhrát titul na jihoamerickém kontinentu.

## Získané trofeje
- Mistrovství světa (4×)

1954, 1974, 1990, 2014
- Mistrovství Evropy (3×)

1972, 1980, 1996
- Konfederační pohár FIFA (1×)

2017

## Mistrovství světa
Seznam zápasů německé fotbalové reprezentace na MS
| Rok    | Účast                                            | Soupisky |
| ------ | ------------------------------------------------ | -------- |
| 1930   | Ne                                               | –        |
| 1934   | Bronzová medaile                                 | Soupiska |
| 1938   | Vyřazeni v 1. kole Švýcarskem                    | Soupiska |
| 1950   | Ne                                               | –        |
| 1954   | Zlatá medaile                                    | Soupiska |
| 1958   | Prohra v zápase o bronz s Francií                | Soupiska |
| 1962   | Vyřazeni ve čtvrtfinále Jugoslávií               | Soupiska |
| 1966   | Stříbrná medaile                                 | Soupiska |
| 1970   | Bronzová medaile                                 | Soupiska |
| 1974   | Zlatá medaile                                    | Soupiska |
| 1978   | Nepostoupili ze semifinálové skupiny             | Soupiska |
| 1982   | Stříbrná medaile                                 | Soupiska |
| 1986   | Stříbrná medaile                                 | Soupiska |
| 1990   | Zlatá medaile                                    | Soupiska |
| 1994   | Vyřazeni ve čtvrtfinále Bulharskem               | Soupiska |
| 1998   | Vyřazeni ve čtvrtfinále Chorvatskem              | Soupiska |
| 2002   | Stříbrná medaile                                 | Soupiska |
| 2006   | Bronzová medaile                                 | Soupiska |
| 2010   | Bronzová medaile                                 | Soupiska |
| 2014   | Zlatá medaile                                    | Soupiska |
| 2018   | Nepostoupili ze skupiny                          | Soupiska |
| 2022   | Nepostoupili ze skupiny                          | Soupiska |
| Celkem | účast – 20× zlato – 4×, stříbro – 4×, bronz – 4× |          |

## Mistrovství Evropy
Seznam zápasů německé fotbalové reprezentace na Mistrovství Evropy
| Rok    | Účast                                            | Soupisky |
| ------ | ------------------------------------------------ | -------- |
| 1960   | Ne                                               | –        |
| 1964   | Ne                                               | –        |
| 1968   | Nepostoupili z kvalifikace                       | –        |
| 1972   | Zlatá medaile                                    | Soupiska |
| 1976   | Stříbrná medaile                                 | Soupiska |
| 1980   | Zlatá medaile                                    | Soupiska |
| 1984   | Nepostoupili ze skupiny                          | Soupiska |
| 1988   | Bronzová medaile                                 | Soupiska |
| 1992   | Stříbrná medaile                                 | Soupiska |
| 1996   | Zlatá medaile                                    | Soupiska |
| 2000   | Nepostoupili ze skupiny                          | Soupiska |
| 2004   | Nepostoupili ze skupiny                          | Soupiska |
| 2008   | Stříbrná medaile                                 | Soupiska |
| 2012   | Bronzová medaile                                 | Soupiska |
| 2016   | Bronzová medaile                                 | Soupiska |
| 2020   | Vyřazení v osmifinále Anglií                     | Soupiska |
| 2024   | Vyřazeni ve čtvrtfinále Španělskem               | Soupiska |
| Celkem | účast – 14× zlato – 3×, stříbro – 3×, bronz – 3× |          |